# 國立草屯高級商工職業學校
國立草屯高級商工職業學校（National Caotun Commercial & Industrial Vocational Senior High School），一所位於台灣南投縣的國立技術型高級中等學校，簡稱草屯商工。座落於南投縣草屯鎮新興段，中投公路匝道旁。創立於民國44年（西元1955年）。校地面積為7.76公頃。現任校長張正彥,家長會長黃憲仁，教職員工約200人。

## 歷史
- 1955年：創立「臺灣省立臺中商業職業學校草屯分校」暨「附設補校分部」於南投縣草屯鎮南投縣工藝研究班（今國立臺灣工藝研究發展中心）旁。8月首任鄭秉權校長就任。
- 1959年：奉准獨立為「臺灣省立草屯商業職業學校」，並附設補校。
- 1970年：停招初級部，改稱「臺灣省立草屯高級商業職業學校」。
- 1974年：增設機工科，改名「臺灣省立草屯高級商工職業學校」，補校亦同時改名。
- 1978年2月：第二任莊良珍校長就任。
- 1980年：增設配管科，時為台灣省唯一設有此科之學校。
- 1988年2月：第三任徐崑河校長就任。
- 1993年8月：第四任張振葉校長就任。
- 1999年：921大地震重創校舍，教育部核定遷校（新校址位於芬草路與中投公路之間）。
- 2000年：因精省配合改制為「國立草屯高級商工職業學校」暨進修學校。
- 2001年8月：第五任 林恭煌校長就任。遷校新建工程於12月31日開工動土。
- 2004年：1月新校區落成。8月完成遷校，舊校地校舍改為草屯中山公園與國立臺灣工藝研究所（今國立臺灣工藝研發中心）使用。
- 2008年8月：第六任 蔡慧登校長到任。5月撐竿跳高訓練館落成。
- 2012年8月: 第七任 黃維賢校長到任。
- 2016年8月：第八任 黃國軒校長到任。
- 2022年2月：代理校長 張見賓(草屯商工秘書）（2022.2.1~2022.7.31)
- 2022年8月：第九任 張正彥校長到任。

## 教學單位
教學單位有日間學校、進修學校、與實用技能班，共十三科系。以輔導升學及獲取專業技能為導向。

### 日間學校
- 商業經營科
- 會計事務科
- 資料處理科
- 應用英語科
- 機械科
- 配管科
- 體育班 (高級中等學校普通科)
- 綜合職能科

### 進修學校
- 商業經營科
- 資料處理科
- 機械科

### 實用技能班
- 電腦繪圖科
- 商用資訊科

## 撐竿跳高訓練館
本訓練館有60公尺助跑跑道，是國內少有的國際標準室內撐竿跳高訓練和比賽場館，一年一度的南投國際室內撐竿跳高邀請賽也於此舉辦。

## 外部連結
- 草屯商工網站（页面存档备份，存于）
- 草屯商工圖書館 （页面存档备份，存于）